# Rudolf Jung (Bibliothekar)
Rudolf Jung (* 19. Oktober 1937 in Frankfurt am Main) ist ein deutscher Bibliothekar und Hochschullehrer.

## Leben
Rudolf Jung studierte nach der Reifeprüfung am Gymnasium Philippinum in Weilburg an der Lahn im Jahre 1959 Germanistik, Geschichte, Philosophie und Provinzialrömische Archäologie und promovierte 1967 bei Paul Stöcklein an der Universität Frankfurt am Main, wo er 1965 das Staatsexamen für den höheren Schuldienst absolviert hatte. Im Jahre 1967 begann er an der Pfälzischen Landesbibliothek Speyer als Bibliotheksreferendar die Ausbildung für den höheren Bibliotheksdienst (Fachprüfung am Bibliothekar-Lehrinstitut des Landes Nordrhein-Westfalen 1969). Im gleichen Jahr (1969) wurde er Dozent am Bibliothekar-Lehrinstitut des Landes Nordrhein-Westfalen in Köln, unterbrochen von einer kurzen Tätigkeit an der Bibliothek der Hochschule für Verwaltungswissenschaften in Speyer. In Köln lehrte Jung vor allem Formalkatalogisierung, Bibliographie und Informationswissenschaft. Nach der Umwandlung des Bibliothekar-Lehrinstituts in die Fachhochschule für Bibliotheks- und Dokumentationswesen wurde Jung 1982 Professor und deren erster Rektor bis 1985/1986. Außerdem hatte er einen Lehrauftrag für Bibliothekswissenschaft an der Universität Köln inne.

## Schriften (Auswahl)
- Studien zur Sprachauffassung Georg Christoph Lichtenbergs. Versuch einer Interpretation der sprachphilosophischen Aphorismen. Dissertation Universität Frankfurt am Main 1967.
- Lichtenberg-Bibliographie (= Repertoria Heidelbergensia. Bd. 2). Stiehm, Heidelberg 1972.
- (Hrsg., mit Ludwig Sickmann): Bibliothekarische Ausbildung in Theorie und Praxis. Beiträge zum 25jährigen Bestehen des Bibliothekar-Lehrinstituts des Landes Nordrhein-Westfalen am 4. Februar 1974. Greven, Köln 1975, ISBN 3-7743-0545-5.
- (Hrsg.): Methodisch-didaktische Probleme des Lehrfachs alphabetische Katalogisierung. Deutscher Bibliotheksverband, Berlin 1976, ISBN 3-87068-604-9.
- Die Reform der alphabetischen Katalogisierung in Deutschland 1908–1976. Eine annotierte Auswahlbibliographie (= Bibliographische Hefte / Bibliothekar-Lehrinstitut des Landes Nordrhein-Westfalen. Bd. 7). Greven, Köln 1976, ISBN 3-7743-0607-9.
- (Hrsg., mit Ludwig Sickmann): Schlagwortgebung und Schlagwortkatalog. Vorträge der Fortbildungsveranstaltung des Bibliothekar-Lehrinstituts am 7. und 8. Dezember 1977. Greven, Köln 1978, ISBN 3-7743-0548-X.
- (Hrsg.): Dissertationen in Wissenschaft und Bibliotheken (= Bibliothekspraxis. Bd. 23). Saur, München 1979, ISBN 3-598-21123-6.
- Die alphabetische Katalogisierung von Amtsdruckschriften in Deutschland. Ein Rückblick auf frühere und einige Hinweise auf aktuelle Probleme. In Wolfgang Dietz (Hrsg.): Bibliotheksarbeit für Parlamente und Behörden. Festschrift zum 25jährigen Bestehen der Arbeitsgemeinschaft der Parlaments- und Behördenbibliotheken. Saur, München 1980, ISBN 3-598-10125-2, S. 131–149.
- (Hrsg.): Die Regeln für die alphabetische Katalogisierung (RAK) im nationalen und internationalen Rahmen. Vorträge einer Fortbildungsveranstaltung des Bibliothekar-Lehrinstituts des Landes Nordrhein-Westfalen am 27.–29. November 1978. Saur, München 1980, ISBN 3-598-10122-8.
- Die RAK in der Diskussion. Bericht über die von 1976 bis 1979 erschienene Literatur zu den "Regeln für die alphabetische Katalogisierung". In: Zeitschrift für Bibliothekswesen und Bibliographie, Bd. 28 (1981), S. 1–26.
- (mit Jürgen Scheele): Kölner Bibliotheksführer. Ein Verzeichnis Kölner Archive, Bibliotheken, IuD-Stellen und zentraler Einrichtungen. Holz, Wiesbaden 1984.
- Wandlungen der bibliothekarischen Aus- und Fortbildung unter dem Einfluß der Neugründungen. In: Günther Pflug (Hrsg.): Die neue Bibliothek. Festschrift für Harro Heim zum 65. Geburtstag. Saur, München 1984, ISBN 3-598-10529-0, S. 155–167.
- Bibliothekswissenschaft und bibliothekarische Ausbildung in Kooperation zwischen Universität und Fachhochschule. In: Paul Kaegbein (Hrsg.): Bibliothekswissenschaft als spezielle Informationswissenschaft (= Arbeiten und Bibliographien zum Buch- und Bibliothekswesen. Bd. 4). Lang, Frankfurt am Main 1986, ISBN 3-8204-9617-3, S. 58–66.
- Die Erschließung von Landkarten in Bibliotheken. In: Gerhard Aymans (Hrsg.): Erschließund und Auswertung von historischen Landkarten. Rheinland-Verlag, Köln 1988, ISBN 3-7927-1010-2, S. 93–113.
- (mit Ingeborg Konze): Sechzig Jahre bibliothekarische Ausbildung in Köln. Eine Bibliographie (= Kölner Arbeiten zum Bibliotheks- und Dokumentationswesen. Bd. 13). Greven, Köln 1989, ISBN 3-7743-0567-6.
- Deutschsprachige Dissertationen zum Buch- und Bibliothekswesen 1885–1948. In: Engelbert Plassmann (Hrsg.): Buch- und Bibliothekswissenschaft im Informationszeitalter. Internationale Festschrift für Paul Kaegbein zum 65. Geburtstag. Saur, München 1990, ISBN 3-598-10915-6, S. 17–27.
- (Bearb.): Werner Krieg / Einführung in die Bibliothekskunde. 2. Auflage. Wissenschaftliche Buchgesellschaft, Darmstadt 1990, ISBN 3-534-08629-5.
- Die bibliothekarische Ausbildung 1945–1965. In: Peter Vodosek/Joachim-Felix Leonhard (Hrsg.): Die Entwicklung des Bibliothekswesens in Deutschland 1945–1965 (= Wolfenbütteler Schriften zur Geschichte des Buchwesens. Bd. 19). Harrassowitz, Wiesbaden 1993, ISBN 3-447-03427-0, S. 199–220.
- Die Westdeutsche Büchereischule in Köln 1946 bis 1949. In: Gert Kaiser (Hrsg.): Bücher für die Wissenschaft. Bibliotheken zwischen Tradition und Fortschritt ; Festschrift für Günter Gattermann zum 65. Geburtstag. Saur, München 1994, ISBN 3-598-11205-X, S. 179–194.
- Die Westdeutsche Volksbüchereischule in Köln 1928–1944. In: Engelbert Plassmann (Hrsg.): Bibliothekarisches Studium in Vergangenheit und Gegenwart.  Festschrift aus Anlaß des 80jährigen Bestehens der bibliothekarischen Ausbildung in Leipzig im Oktober 1994 (= Zeitschrift für Bibliothekswesen und Bibliographie, Sonderhefte. Bd. 62). Klostermann, Frankfurt am Main 1995, ISBN 3-465-02807-4, S. 137–149.
- Adolf Keysser, Direktor der Stadtbibliothek Köln 1880-1915. Eine Annäherung über seine Publikationen. In: Gernot Gabel (Hrsg.): De officio bibliothecarii. Hans Limburg zum 65. Geburtstag gewidmet. Greven, Köln 1998, S. 232–260, ISBN 3-7743-0311-8.
- Die Anfänge der bibliothekarischen Ausbildung in Köln (= Kölner Arbeitspapiere zur Bibliotheks- und Informationswissenschaft. Bd. 26). FHBD, Köln 2000.
- Bibliographie der Festschriften und Festschriftenbeiträge zum Buch- und Bibliothekswesen. Deutschland, Österreich, Schweiz 1976–2000 (= Kölner Arbeiten zum Bibliotheks- und Dokumentationswesen. Bd. 27). Greven, Köln 2002, ISBN 3-7743-0581-1.
- Die Ausbildung für den höheren Bibliotheksdienst in Nordrhein-Westfalen 1949 bis 2002. In: Zeitschrift für Bibliothekswesen und Bibliographie, Jg. 50 (2003), S. 71–77.
- (Hrsg.): Bibliothekarische Ausbildung in Zeiten des Krieges. Briefe von Maria Steinhoff an Rudolf Reuter und weitere Dokumente zur Westdeutschen Volksbüchereischule in Köln 1939 bis 1944 (= Kleine Schriften der Universitäts- und Stadtbibliothek Köln. Bd. 14). Köln 2004, ISBN 3-931596-23-0.